# (14413) Geiger
(14413) Geiger  es un asteroide perteneciente al cinturón de asteroides, descubierto el 5 de septiembre de 1991 por Freimut Börngen y Lutz Dieter Schmadel desde el Observatorio Karl Schwarzschild (Tautenburg), en Alemania.

## Designación y nombre
Geiger se designó inicialmente como 1991 RT3.
Más adelante fue nombrado en honor al físico alemán Hans Geiger (1882-1945).

## Características orbitales
Geiger orbita a una distancia media del Sol de 2,2877 ua, pudiendo acercarse hasta 1,9499 ua y alejarse hasta 2,6256 ua. Tiene una excentricidad de 0,1476 y una inclinación orbital de 5,0144° grados. Emplea en completar una órbita alrededor del Sol 1263 días.

## Características físicas
Su magnitud absoluta es 14,3. Tiene 3,848 km de diámetro. Su albedo se estima en 0,227.